# Mine d'Ity
La mine d'Ity est une mine à ciel ouvert d'or située au Côte d'Ivoire, dans le département de Zouan-Hounien à l’ouest du pays. Elle est la plus ancienne mine d'or en activité du pays.

## Histoire
De l’or est découvert pour la première fois près du village d’Ity dans les années 1950.
La mine d’Ity est en production depuis 1991. Elle est exploitée par la Société des mines d’Ity (SMI).
En décembre 2002, une attaque des rebelles force la mine à fermer. À cette époque, la SMI est détenue à 51 % par la société française Cogema. La mine produit un peu plus de 60 000 onces d'or par an, soit plus de la moitié de la production annuelle totale de la Côte d'Ivoire (environ 3,2 tonnes).
En 2012, la SMI est détenue par le groupe La Mancha et la Société d’État pour le développement minier de Côte d’Ivoire (SODEMI) .
Au début de l'année 2014, l’État ivoirien cède à Endeavour Mining 25 % de l’entreprise ivoirienne Société des mines d’or d’Ity (SMI) et au groupe Didier Drogba rachète 5 %. L'ancien footballeur international laissa ses 5 % quelques années plus tard.
En 2019, Endeavour Mining inaugure une nouvelle usine sur le site, d'un coût de 412 millions de dollars, pour prolonger la durée de vie de la mine en extrayant 5 à 6 tonnes d'or supplémentaires.

## Exploitant
Ity est détenue à 85 % par Endeavour Mining, à l’État ivoirien (10 %) et à l’entreprise publique Société pour le Développement Minier de la Côte d’Ivoire (5 %).

## Production
De 1991 à 2011, 600 000 onces d’or ont été extraites de la mine.
En 2012, la mine a produit 56 000 onces, puis 90 000 onces en 2013.
La mine devrait livrer entre 255 et 270 000 onces en 2022. A cette date, son potentiel est évalué à 6,03 millions d’onces.